# KCipher-2
KCipher-2（ケーサイファー・ツー）は、2007年に九州大学とKDDI研究所により共同開発されたストリーム暗号である。開発当時の名称は、九州大学とKDDI研究所の頭文字である2つのKを取ってK2であった。またK2は、カラコルム山脈に属する世界第二位の高峰にちなむ。その後、商標登録の際に英語で暗号の意を指すサイファーを加えた、KCipher-2という名称が採用された。
鍵長および初期ベクトル長はそれぞれ128ビットである。
ISO/IEC 18033の標準暗号として採用されている。2013年にCRYPTRECが改訂した「電子政府推奨暗号リスト」にも採用された。